# Нигер, Шмуэл
Шмуэл Нигер (настоящее имя Самуил Вольфович Чарный; 15 июня 1883, Дукора, Минская губерния — 24 декабря 1955, Нью-Йорк, Нью-Йорк) — еврейский литературный критик и публицист, писал на идише. Брат Боруха Владека (1886—1938) и Даниила Чарни (1888—1959).

## Биография
Родился в семье владельца магазина Вольфа Чарного и Брохи Гурвич. В 1896 г. переехал в Минск, где вскоре примкнул к партии сионистов-социалистов. Участвовал в нелегальной агитационной деятельности, писал революционные прокламации и статьи (анонимно или под разными псевдонимами). Неоднократно арестовывался (в Варшаве, Двинске, Одессе) и подвергался пыткам.
Первые работы писал на иврите и русском языке, после революции 1905 г. перешёл на идиш. В 1908—1909 гг. — редактор виленского журнала «Литерарише монатшрифтн» («Literarische Monatschriften»), основанного им совместно с А. Вайтером и Шмарье Гореликом.
В 1909 г. переехал в Берлин, затем в Берн, где изучал в университете философию и всемирную литературу. В 1912 г., вернувшись в Вильно, редактировал ежемесячник «Ди идише велт», в 1913 г. — сборник «Дер пинкес» («Летопись», при содействии Б. Борохова).
В 1918 г. в Москве редактировал еженедельник «Култур ун билдунг», в 1919 г. в Вильно — ежемесячник «Ди найе велт». В 1919 г. после погрома в Вильно, в котором был убит А. Вайтер, эмигрировал в США. До конца жизни работал в газете «Тог», где публиковал еженедельные критические очерки. В 1941—1947 гг. был также соредактором литературного ежемесячника «Ди цукунфт». В 1954 г. участвовал в редактировании «Лексикон фун дер найер идишер литератур» («Лексикон новой еврейской литературы»).
Умер в Нью-Йорке 24 декабря 1955 года, возвращаясь с заседания Исполнительного комитета YIVO. На его похоронах присутствовало более 1000 человек, и известие о его смерти привело к публикации в еврейской прессе сотен статей о нем по всему миру. Он был похоронен на кладбище Маунт-Кармель в Квинсе, штат Нью-Йорк.

## Избранные произведения
Эссе, написанные до Первой мировой войны, вышли в сборниках:
- «Шмуэсн вегн идише шрайбер» («Беседы о еврейских писателях», 1913)
- «Шмуэсн вегн бихер» («Беседы о книгах», 1922).

Монографии о творчестве Шолом-Алейхема, Менделе Мойхер-Сфорима, И. Л. Переца, Г. Лейвика, Ш. Аша.

А также:
- «Читатели, поэты, критики» (1928)
- «Рассказчики и романисты» (1946)
- «Ди цвейшпрахикейт фун унзер литератур» («Двуязычие нашей литературы», 1941)

Публиковавшиеся только в периодике, были изданы посмертно:
- «Идише шрайбер ин Совет Русланд» («Еврейские писатели в Советской России», 1958)
- «Блетер гешихте фун дер идишер литератур» («Очерки истории еврейской литературы», 1959)
- «Критик ун критикер» («Критика и критики», 1959).